# Pacyfikacja Euromajdanu w Kijowie
Pacyfikacja Euromajdanu w Kijowie – akcja, której celem było rozpędzenie uczestników spontanicznych i pokojowych protestów zwanych Euromajdanem. Została zorganizowana i przeprowadzona przez funkcjonariuszy Berkutu w nocy z 29 na 30 listopada 2013 roku na kijowskim placu Niepodległości.
Protesty rozpoczęły się już 21 listopada 2013 roku w reakcji na decyzję Gabinetu Ministrów Ukrainy na czele z premierem Mykołą Azarowem, a później także ówczesnego prezydenta kraju, Wiktora Janukowycza o zawieszeniu procesu przygotowań do podpisania umowy stowarzyszeniowej między Ukrainą a Unią Europejską. Protestujący stale przybywali wtedy na stołeczny plac Niepodległości, a ich liczba się zmieniała. Według stanu na noc 30 listopada, kiedy rozpoczęła się akcja ukraińskich sił bezpieczeństwa, na placu przebywało około 400 demonstrantów, w większości studentów. W wyniku działań Berkutu rannych zostało co najmniej 79 osób. Akcja zyskała szeroki rozgłos i potępienie dużej części społeczeństwa (w szczególności obrońców praw człowieka).
Wydarzenia z 30 listopada stały się punktem zwrotnym protestów na tym kijowskim placu, zmieniając ich charakter z proeuropejskiego na antyrządowy, a także dodając im masowości (protesty rozszerzyły się później na cały kraj, a ruch sprzeciwu przerodził się w społeczną rewolucję, nazwaną „rewolucją godności“).

## Przebieg wydarzeń
Pierwsza akcja sił kijowskiej milicji miała miejsce 30 listopada około godziny 2:30 w nocy. Pobitych zostało kilkadziesiąt osób, kolejne kilkadziesiąt zostało aresztowanych.
Około 4:00 nad ranem plac został otoczony przez około 2000 bojowników Berkutu uzbrojonych w środki przymusu bezpośredniego i sprzęt do tłumienia zamieszek z trzech regionów Ukrainy — Autonomicznej Republiki Krymu, oraz obwodów ługańskiego i czernihowskiego (według innych źródeł donieckiego).
Podczas rozpędzania demonstrantów bojownicy Berkutu używali między innymi gazu łzawiącego, bili ludzi pałkami, zrzucali ludzi na ziemię z cokołu Pomnika Niepodległości i kopali. Jednocześnie protestujący byli bici nawet w odległości kilkuset metrów od placu Niepodległości. W wyniku represji rannych zostało kilkudziesięciu demonstrantów (według oficjalnych danych Prokuratury Generalnej — 79 osób). Osoby, którym udało się zbiec, ukryły się w katedrze św. Michała. Ponadto, według naocznego świadka, dziennikarza Andrija Szewczenki, przed atakiem funkcjonariuszy Berkutu na placu nie było łączności komórkowej.
Do godziny 4:27 bojownicy służb bezpieczeństwa całkowicie otoczyli plac, wypychając z niego protestujących i umożliwiając w ten sposób pracownikom sektora użyteczności publicznej ustawienie choinki. Około godziny 5:00 rano milicjanci opanowali tłum na Chreszczatyku, bijąc pałkami i nieprzyzwoicie wyzywając obecnych tam mieszkańców.

## Oficjalne stanowisko władz
Już następnego dnia odpowiedzialność za wydanie rozkazu funkcjonariuszom Berkutu wziął na siebie Walerij Koriak, który niedługo po tych wydarzeniach został zwolniony. Ponadto media prasowe powiązane z Ministerstwem Spraw Wewnętrznych Ukrainy rozpowszechniły zmanipulowane i skrócone nagranie wideo, z którego wynikało, że demonstranci mieli od samego początku zachowywać się niewłaściwie, choć pełna wersja materiału wideo wskazuje na coś przeciwnego – atak sił bezpieczeństwa na pokojowo demonstrujących ludzi rozpoczął się już pod Pomnikiem Niepodległości, a nie, jak sugerowało nagranie, pod Pomnikiem Założycieli Kijowa, gdzie zgromadzili się działacze „Prawego Sektora” (przedstawiciele różnych organizacji nacjonalistycznych), którzy tak naprawdę zaczęli stawiać opór siłom bezpieczeństwa dopiero po ataku na nich. Według szefa komórki prasowej MSW w Kijowie brutalne rozpędzenie demonstrantów z placu Niepodległości w nocy z 29 na 30 listopada miało na celu zapewnienie niczym niezakłóconego dostarczenia sprzętu do dalszych prac w ramach przygotowań do Nowego Roku. Później działania sił bezpieczeństwa potępili zarówno premier Mykoła Azarow, jak i prezydent Wiktor Janukowycz. Późnym wieczorem 30 listopada ten ostatni de facto zdjął z siebie odpowiedzialność za nocną akcję Berkutu.

## Przesłuchania w Prokuraturze Generalnej
W wyniku narastających protestów, 14 grudnia 2013 roku Prokurator Generalny Ukrainy Wiktor Pszonka złożył na konferencji prasowej oficjalne oświadczenie zapowiadając, że zastępca sekretarza Rady Bezpieczeństwa Narodowego Wołodymyr Siwkowicz, Szef Kijowskiej Policji Walerij Koriak, i szef Miejskiej Administracji Państwowej w Kijowie Ołeksandr Popow zostaną ukarani za rozpędzenie protestów. 